# 马尔齐
马尔齐（義大利語：Marzi），是意大利科森扎省的一个市镇。总面积15平方公里，人口982人，人口密度65.5人/平方公里（2009年）。ISTAT代码为078078。